# 莫羅哈克山
16°06′20″S 70°13′15″W / 16.10556°S 70.22083°W
莫羅哈克山（Muru Jaqhi），是秘魯的山峰，位於該國東南部普諾大區，由普諾省的皮查卡尼區負責管轄，屬於安地斯山脈的一部分，海拔高度4,800米。